# Limmat
| Zuläufe und Bauwerke \| Limmat \| Limmat \| Limmat \| Limmat \| Limmat \| \| ------- \| ------------------------------- \| ------ \| ------------------------------------ \| ------ \| \| Legende \| \| \| \| \| \| \| Linth \| \| \| \| \| \| Schmerikon \| \| \| \| \| \| \| \| Zürichsee \| \| \| \| Zürich \| \| \| \| \| \| Quaibrücke \| \| \| \| \| \| \| \| Badanstalt Frauenbadi \| \| \| \| \| \| Münsterbrücke \| \| \| \| Rathausbrücke \| \| \| \| \| \| \| \| Rudolf-Brun-Brücke \| \| \| \| Mühlesteg \| \| \| \| \| \| \| \| Bahnhofbrücke \| \| \| \| Walchebrücke \| \| \| \| \| \| \| \| Drahtschmidlisteg \| \| \| \| Lettenwehr \| \| \| \| \| \| \| \| Sihl \| \| \| \| Badanstalt Letten \| \| \| \| \| \| Kornhausbrücke \| \| \| \| \| \| \| \| Lettensteg \| \| \| \| Kraftwerk Letten \| \| \| \| \| \| Badanstalt Unterer Letten \| \| \| \| \| \| \| \| \| \| \| \| \| \| Lettenviadukt \| \| \| \| \| \| Wipkinger-Viadukt \| \| \| \| Dammsteg \| \| \| \| \| \| \| \| Wipkingerbrücke \| \| \| \| Hardbrücke \| \| \| \| \| \| Ampèresteg \| \| \| \| \| \| \| \| Hardturmsteg \| \| \| \| Hardturmviadukt \| \| \| \| \| \| \| \| Hardeggsteg \| \| \| \| \| \| Europabrücke \| \| \| \| Kraftwerk Höngg und Hönggerwehr \| \| \| \| \| \| \| \| \| \| \| \| Werdinsel \| \| Badanstalt \| \| \| \| \| \| \| \| \| \| Werdhölzlibrücke \| \| \| \| \| \| Oberengstringen \| \| Nationalstrasse A1H \| \| \| \| Gaswerk-Steg \| \| \| \| \| \| \| \| Schlieren \| \| \| \| Unterengstringen \| \| \| \| \| \| \| \| Weiningerstrasse \| \| \| \| \| \| \| \| \| \| äusserer Giessen \| \| \| \| \| \| Kloster Fahr \| \| \| \| \| \| \| \| \| \| \| \| Ueberlandstrasse \| \| \| \| \| \| \| \| Eisenbahnbrücke (stillgelegt) \| \| \| \| Glanzenberg-Steg \| \| \| \| \| \| Nationalstrasse A3/A4/E41 \| \| \| \| \| \| Müligiessen \| \| Dietikon \| \| \| \| \| \| Schäflibach \| \| \| \| \| \| Stauwehr Dietikon \| \| \| \| Weiningen \| \| \| \| \| \| Ueberlandstrasse \| \| \| \| \| \| \| \| Kraftwerk Dietikon \| \| \| \| Geroldswil \| \| \| \| \| \| Länggenbach \| \| \| \| \| \| \| \| \| \| \| \| \| \| Reppisch \| \| \| \| \| \| Schachen-Steg \| \| \| \| Nationalstrasse A1/A3/E60 \| \| \| \| \| \| Oetwil an der Limmat \| \| \| \| \| \| \| \| Teischlibach \| \| \| \| \| \| Mutschellenstrasse \| \| \| \| Kanton Zürich \| \| Kanton Aargau \| \| \| \| \| \| Spreitenbach \| \| \| \| \| \| Dorfbach Spreitenbach \| \| \| \| Würenlos \| \| \| \| \| \| \| \| \| \| \| \| \| \| \| \| \| \| \| \| Killwangen \| \| \| \| Würenloserstrasse \| \| \| \| \| \| \| \| Nationalstrasse A1/A3/E60 \| \| \| \| Furtbach \| \| \| \| \| \| \| \| Eisenbahnbrücke \| \| \| \| \| \| Neuenhof \| \| \| \| Wettingen \| \| \| \| \| \| \| \| Tägerhard-Brücke \| \| \| \| \| \| Nationalstrasse A1/A3/E60 \| \| \| \| Lugibach \| \| \| \| \| \| \| \| Kraftwerk Wettingen \| \| \| \| \| \| \| \| \| \| Obere Limmatbrücke \| \| \| \| \| \| \| \| Schwimmbadstrasse \| \| \| \| Holzbrücke (Alte Zollbrücke) \| \| \| \| \| \| \| \| Paul Fischer-Brücke \| \| \| \| \| \| Stauwehr Damsau \| \| \| \| Steg Webermühle \| \| \| \| \| \| \| \| \| \| \| \| \| \| \| \| \| \| \| \| Baden \| \| \| \| Untere Limmatbrücke \| \| \| \| \| \| Fusssteg Eisenbahnbrücke \| \| \| \| \| \| \| \| Stauwehr Aue \| \| \| \| \| \| Von-Rechenbergweg \| \| \| \| \| \| Kraftwerk Aue \| \| \| \| Hochbrücke \| \| \| \| \| \| \| \| \| \| \| \| \| \| Holzbrücke (Landvogteischloss Baden) \| \| \| \| Ennetbaden \| \| Limmatsteg 'Rostbalken' \| \| \| \| \| \| Schiefe Brücke \| \| \| \| Henri-Mercier-Passarelle \| \| \| \| \| \| \| \| \| \| \| \| Kraftwerk Oederlin \| \| \| \| \| \| \| \| \| \| \| \| Obersiggenthal \| \| Altes Wehr-Steg \| \| \| \| \| \| Siggenthalerbrücke \| \| \| \| Kappelerhof-Steg \| \| \| \| \| \| \| \| \| \| \| \| Kraftwerk Kappelerhof \| \| \| \| \| \| \| \| Stauwehr Kappelerhof-Brücke \| \| \| \| \| \| Turgi \| \| \| \| Untersiggenthal \| \| \| \| \| \| \| \| \| \| \| \| \| \| Kraftwerk Schiffmühle \| \| \| \| \| \| \| \| \| \| \| \| Schöneggstrasse \| \| \| \| \| \| \| \| \| \| \| \| Kraftwerk Turgi \| \| \| \| \| \| \| \| \| \| \| \| Holzbrücke Ennetturgi (Treppenweg) \| \| \| \| Aubrücke \| \| \| \| \| \| \| \| SBB-Limmatbrücke Turgi \| \| \| \| \| \| Gebenstorf \| \| \| \| BBC-Limmatbrücke (Austrasse) \| \| \| \| \| \| \| \| \| \| \| \| \| \| Kraftwerk Gebenstorf \| \| \| \| \| \| \| \| \| \| \| \| \| \| \| \| Kraftwerk Stroppel \| \| \| \| \| \| \| \| \| \| \| Aare \| \| \| \| \| |                                 |  |                                      |  |
| Limmat |                                 |  |                                      |  |
| Legende |                                 |  |                                      |  |
| | Linth                           |  |                                      |  |
| | Schmerikon                      |  |                                      |  |
| |                                 |  | Zürichsee                            |  |
| | Zürich                          |  |                                      |  |
| | Quaibrücke                      |  |                                      |  |
| |                                 |  | Badanstalt Frauenbadi                |  |
| |                                 |  | Münsterbrücke                        |  |
| | Rathausbrücke                   |  |                                      |  |
| |                                 |  | Rudolf-Brun-Brücke                   |  |
| | Mühlesteg                       |  |                                      |  |
| |                                 |  | Bahnhofbrücke                        |  |
| | Walchebrücke                    |  |                                      |  |
| |                                 |  | Drahtschmidlisteg                    |  |
| | Lettenwehr                      |  |                                      |  |
| |                                 |  | Sihl                                 |  |
| | Badanstalt Letten               |  |                                      |  |
| | Kornhausbrücke                  |  |                                      |  |
| |                                 |  | Lettensteg                           |  |
| | Kraftwerk Letten                |  |                                      |  |
| | Badanstalt Unterer Letten       |  |                                      |  |
| |                                 |  |                                      |  |
| |                                 |  | Lettenviadukt                        |  |
| |                                 |  | Wipkinger-Viadukt                    |  |
| | Dammsteg                        |  |                                      |  |
| |                                 |  | Wipkingerbrücke                      |  |
| | Hardbrücke                      |  |                                      |  |
| | Ampèresteg                      |  |                                      |  |
| |                                 |  | Hardturmsteg                         |  |
| | Hardturmviadukt                 |  |                                      |  |
| |                                 |  | Hardeggsteg                          |  |
| |                                 |  | Europabrücke                         |  |
| | Kraftwerk Höngg und Hönggerwehr |  |                                      |  |
| |                                 |  |                                      |  |
| | Werdinsel                       |  | Badanstalt                           |  |
| |                                 |  |                                      |  |
| | Werdhölzlibrücke                |  |                                      |  |
| | Oberengstringen                 |  | Nationalstrasse A1H                  |  |
| | Gaswerk-Steg                    |  |                                      |  |
| |                                 |  | Schlieren                            |  |
| | Unterengstringen                |  |                                      |  |
| |                                 |  | Weiningerstrasse                     |  |
| |                                 |  |                                      |  |
| | äusserer Giessen                |  |                                      |  |
| | Kloster Fahr                    |  |                                      |  |
| |                                 |  |                                      |  |
| | Ueberlandstrasse                |  |                                      |  |
| |                                 |  | Eisenbahnbrücke (stillgelegt)        |  |
| | Glanzenberg-Steg                |  |                                      |  |
| | Nationalstrasse A3/A4/E41       |  |                                      |  |
| | Müligiessen                     |  | Dietikon                             |  |
| |                                 |  | Schäflibach                          |  |
| |                                 |  | Stauwehr Dietikon                    |  |
| | Weiningen                       |  |                                      |  |
| | Ueberlandstrasse                |  |                                      |  |
| |                                 |  | Kraftwerk Dietikon                   |  |
| | Geroldswil                      |  |                                      |  |
| | Länggenbach                     |  |                                      |  |
| |                                 |  |                                      |  |
| |                                 |  | Reppisch                             |  |
| |                                 |  | Schachen-Steg                        |  |
| | Nationalstrasse A1/A3/E60       |  |                                      |  |
| | Oetwil an der Limmat            |  |                                      |  |
| |                                 |  | Teischlibach                         |  |
| |                                 |  | Mutschellenstrasse                   |  |
| | Kanton Zürich                   |  | Kanton Aargau                        |  |
| |                                 |  | Spreitenbach                         |  |
| |                                 |  | Dorfbach Spreitenbach                |  |
| | Würenlos                        |  |                                      |  |
| |                                 |  |                                      |  |
| |                                 |  |                                      |  |
| |                                 |  | Killwangen                           |  |
| | Würenloserstrasse               |  |                                      |  |
| |                                 |  | Nationalstrasse A1/A3/E60            |  |
| | Furtbach                        |  |                                      |  |
| |                                 |  | Eisenbahnbrücke                      |  |
| |                                 |  | Neuenhof                             |  |
| | Wettingen                       |  |                                      |  |
| |                                 |  | Tägerhard-Brücke                     |  |
| |                                 |  | Nationalstrasse A1/A3/E60            |  |
| | Lugibach                        |  |                                      |  |
| |                                 |  | Kraftwerk Wettingen                  |  |
| |                                 |  |                                      |  |
| | Obere Limmatbrücke              |  |                                      |  |
| |                                 |  | Schwimmbadstrasse                    |  |
| | Holzbrücke (Alte Zollbrücke)    |  |                                      |  |
| |                                 |  | Paul Fischer-Brücke                  |  |
| |                                 |  | Stauwehr Damsau                      |  |
| | Steg Webermühle                 |  |                                      |  |
| |                                 |  |                                      |  |
| |                                 |  |                                      |  |
| |                                 |  | Baden                                |  |
| | Untere Limmatbrücke             |  |                                      |  |
| | Fusssteg Eisenbahnbrücke        |  |                                      |  |
| |                                 |  | Stauwehr Aue                         |  |
| |                                 |  | Von-Rechenbergweg                    |  |
| |                                 |  | Kraftwerk Aue                        |  |
| | Hochbrücke                      |  |                                      |  |
| |                                 |  |                                      |  |
| |                                 |  | Holzbrücke (Landvogteischloss Baden) |  |
| | Ennetbaden                      |  | Limmatsteg 'Rostbalken'              |  |
| |                                 |  | Schiefe Brücke                       |  |
| | Henri-Mercier-Passarelle        |  |                                      |  |
| |                                 |  |                                      |  |
| | Kraftwerk Oederlin              |  |                                      |  |
| |                                 |  |                                      |  |
| | Obersiggenthal                  |  | Altes Wehr-Steg                      |  |
| |                                 |  | Siggenthalerbrücke                   |  |
| | Kappelerhof-Steg                |  |                                      |  |
| |                                 |  |                                      |  |
| | Kraftwerk Kappelerhof           |  |                                      |  |
| |                                 |  | Stauwehr Kappelerhof-Brücke          |  |
| |                                 |  | Turgi                                |  |
| | Untersiggenthal                 |  |                                      |  |
| |                                 |  |                                      |  |
| |                                 |  | Kraftwerk Schiffmühle                |  |
| |                                 |  |                                      |  |
| |                                 |  | Schöneggstrasse                      |  |
| |                                 |  |                                      |  |
| |                                 |  | Kraftwerk Turgi                      |  |
| |                                 |  |                                      |  |
| |                                 |  | Holzbrücke Ennetturgi (Treppenweg)   |  |
| | Aubrücke                        |  |                                      |  |
| |                                 |  | SBB-Limmatbrücke Turgi               |  |
| |                                 |  | Gebenstorf                           |  |
| | BBC-Limmatbrücke (Austrasse)    |  |                                      |  |
| |                                 |  |                                      |  |
| |                                 |  | Kraftwerk Gebenstorf                 |  |
| |                                 |  |                                      |  |
| |                                 |  |                                      |  |
| | Kraftwerk Stroppel              |  |                                      |  |
| |                                 |  |                                      |  |
| Aare |                                 |  |                                      |  |

Die Limmat (zürichdeutsch Limet [lɪmət], älter Limig [lɪmɪg], im aargauischen Unterlauf noch heute Limmig [lɪmːɪg]) ist ein Fluss in der Schweiz. Sie bildet den bei Zürich beginnenden, 36 Kilometer langen unteren Flussabschnitt des circa 140 Kilometer langen Flusssystems Linth-Limmat. Sie mündet in die Aare und ist deren zweitgrösster Nebenfluss.

## Name
Früheste Belege des Flussnamens sind ad fluvium Lindimacum (771), de ripa Lindimagi fluminis (820?), iuxta fluvium Lindemaci (vor 840) und cis Lindimacum (870). Formen auf ‑agt sind aus dem 15. und 16. Jahrhundert, solche auf ‑at erst nach 1500 bezeugt. Die dialektale Lautung Lim(m)ig steht damit der ursprünglichen näher als das schriftsprachliche Limmat.
Deutungen gibt es mehrere:
- Joachim Vadian und Johannes Stumpf, Gelehrte des Humanismus, schlugen vor, Lindma(g)t als Zusammensetzung von Linth und Maag zu deuten, also den beiden damals in der Linthebene zusammenlaufenden Flussläufen, wobei «Maag» ein Name für die den Walensee verlassende Seez sein soll.[5] Diese Deutung wird in jüngerer Zeit auch von den germanistischen Namenforschern Bruno Boesch (1963) und Albrecht Greule (1973) geteilt.[5][7] Ob der Ausfluss aus dem Walensee einst tatsächlich «Maag» geheissen hat, ist in der Namenforschung allerdings umstritten.[8] Im Übrigen wäre ein solcher Doppelname, ein Dvandva-Kompositum («Linth und Maag»), für einen Gewässernamen «höchst auffällig» (Albrecht Greule).[5]
- Johann Ulrich Hubschmied, der in Flussnamen gerne mythologische Wesen sah, führte 1930 den Namen auf ein gallisches *Lento-magos zurück, was «grosser Lindwurm» bedeute.[9]
- Felix Stähelin verwarf 1935 Hubschmieds Deutung, zumal «weder *lento-s ‹biegsam, Wurm› noch *mago-s ‹gross› für die gallische Sprache wirklich bezeugt sind», und brachte, Adolf Bacmeister, Michael Richard Buck, Rudolf Much und Ernest Muret folgend, die ebenfalls auf das Keltische zurückgehende Bedeutung «Ebene am Wasser, sumpfige Ebene, Seefeld», zusammengesetzt aus *lindo- «Gewässer» und *magos «Ebene», wieder ins Spiel.[10] Der Fluss hätte damit den Namen übernommen, der ursprünglich das Umland des Flusses bezeichnete.[11] Gestützt wird diese Deutung durch zwei 2013 in der Seewiese bei Kempraten gefundene Inschriften aus römischer Zeit, auf denen der Name Lindomagus verzeichnet ist.[12] Allerdings lag dieses Lindomagus in der Nähe des heutigen Rapperswil und damit im Bereich des oberen Zürichsees und nicht etwa des heutigen Flusses Limmat.

Die weiteren Bezeichnungen Aa und See, die sich gelegentlich in spätmittelalterlichen und frühneuzeitlichen Quellen für den innerhalb der Stadt Zürich gelegenen Teil der Limmat finden, sind (halb-)appellativisch und nicht als Namen zu verstehen; Aa oder Ache ist ein altes Wort für «Bach, Fluss».

## Geographie

### Flusslauf
Der Oberlauf des Flusses entspringt im Kanton Glarus im Tödi-Massiv als Linth. Diese fliesst seit der Gewässerkorrektion in der Linthebene im 19. Jahrhundert in den Walensee und von diesem durch den Linthkanal in den Zürichsee, dessen Hauptzufluss sie ist. Der Linthkanal bildet die Grenze zwischen den Kantonen Glarus, St. Gallen und Schwyz.
Den Namen Limmat trägt der Fluss von Zürich an, wo er den Zürichsee verlässt. Er fliesst anschliessend durch das Limmattal, verlässt bei Oetwil an der Limmat den Kanton Zürich und durchquert bei Baden eine Juraklus. Im Kanton Aargau mündet die Limmat im so genannten «Wasserschloss der Schweiz» bei Gebenstorf und Untersiggenthal gegenüber von Lauffohr in die Aare.
Die Wasserfläche an der Stelle, wo die Limmat den Zürichsee verlässt, hat sich im Verlauf der Zeit stark verändert. Bis ins Mittelalter lagen südlich der Altstadt von Zürich bis in den Bereich des heutigen Münsterhofs feuchte Uferzonen und Buchten des Sees, die erst nach und nach durch Geschiebe der Sihl und künstliche Aufschüttungen zugedeckt wurden. Noch im 19. Jahrhundert lagen die Anlegestellen der Schiffe innerhalb des früher von den Stadtmauern geschützten Bereichs. Mit dem Bau der Quaianlagen gewann die Stadt weite freie Plätze am neugestalteten unteren Seebecken mit dem Bürkliplatz, und der Beginn des Flusslaufs der Limmat liegt seither bei der 1882 bis 1884 errichteten Quaibrücke. Die Seeschiffe können wegen dieser Brücke nicht mehr wie früher in den Limmatraum hinein fahren und legen deshalb an der neuen Schifflände vor dem Bürkliplatz an.
Nachdem die Limmat den Zürichsee verlassen hat, fliesst sie durch das historische Zentrum Zürichs. Am rechten Ufer befindet sich der Limmatquai, am linken der Stadthausquai, die Schipfe und der Bahnhofquai. Im Bereich der Altstadt überqueren die Münsterbrücke, die Rathausbrücke, die Rudolf-Brun-Brücke, der Mühlesteg, die Bahnhofbrücke und die Walchebrücke den Fluss. In einer weiten Kurve wechselt der Flusslauf unterhalb der Walchebrücke von nördlicher in mehr westliche Richtung. Beim Platzspitz nimmt die Limmat die Sihl auf, den grössten Nebenfluss. Hier wird zum ersten Mal die Wasserkraft der Limmat genutzt. Der Fluss stellt mit einem Gefälle von insgesamt 78 Metern ein hohes Energiepotential zur Verfügung. Ein Teil des Wassers stürzt über das Wehr Drahtschmidli, der Rest wird dem  Kraftwerk Letten zugeführt. Das Wehr dient gleichzeitig der Regulierung des Wasserstandes im Zürichsee. Durch den Bau eines Oberwasserkanals für das Kraftwerk Höngg entstand in Zürich-Altstetten die Werdinsel.
Im breiten Limmattal westlich von Zürich bildet der Fluss mehrere Schlaufen. Bei Dietikon befindet sich ein weiteres Kraftwerk. Unterhalb davon befinden sich die Dietiker Altläufe, Reste der urtümlichen Auenlandschaft, die 1930 unter Naturschutz gestellt wurden. Nach dem Passieren der Grenze zum Kanton Aargau wird das Limmattal zwischen Heitersberg im Süden und Altberg im Norden enger. Ab Würenlos ist der Fluss zum schmalen und sieben Kilometer langen Stausee Wettingen gestaut. Nach dem Kraftwerk Wettingen liegt der Fluss in einem tiefen Einschnitt in der Moränenlandschaft und passiert bei Baden die Klus zwischen dem Schlossberg und der Lägern. Unterhalb der Stromschnellen beim Bäderquartier von Baden wird das Tal wieder etwas breiter, der Fluss durchquert die Flussaue zwischen den Ortschaften, die auf Schotterterrassen liegen. Unterhalb von Baden und bei Turgi befinden sich weitere alte Kraftwerke: das Kraftwerk Oederlin bei Ennetbaden,  das Kraftwerk Kappelerhof, die Schiffmühle bei Untersiggenthal, das Kraftwerk Turgi und unmittelbar vor der Mündung in die Aare auf der linken Seite das KW Gebenstorf und rechts das Kraftwerk Stroppel.
Die grössten Nebenflüsse der Limmat sind die Sihl und die Reppisch, die bei Dietikon einmündet. Die Sihl, die zeitweise auch direkt in den Zürichsee führende Mündungsarme hatte, staute im 1. Jahrtausend vor Christus mit herangeführtem Geröll den Abfluss der Limmat in Zürich auf. Dadurch stieg der Spiegel des Zürichsees deutlich an, der Abfluss der Limmat verschob sich nach Norden. Durch Beseitigung des Gerölls bei der Sihlmündung in römischer Zeit sank der Wasserspiegel des Zürichsees stark. In spät- und nachrömischer Zeit wurde kein Geröll mehr entfernt, die Limmat wurde wieder gestaut, und der Seespiegel stieg erneut für mehrere Jahrhunderte. Im Verlaufe des Frühmittelalters regulierte man die Sihl wieder, so dass spätestens seit dem Jahr 853, als das Fraumünster gegründet wurde, der Seespiegel auf heutigem Niveau lag.

Die Limmat
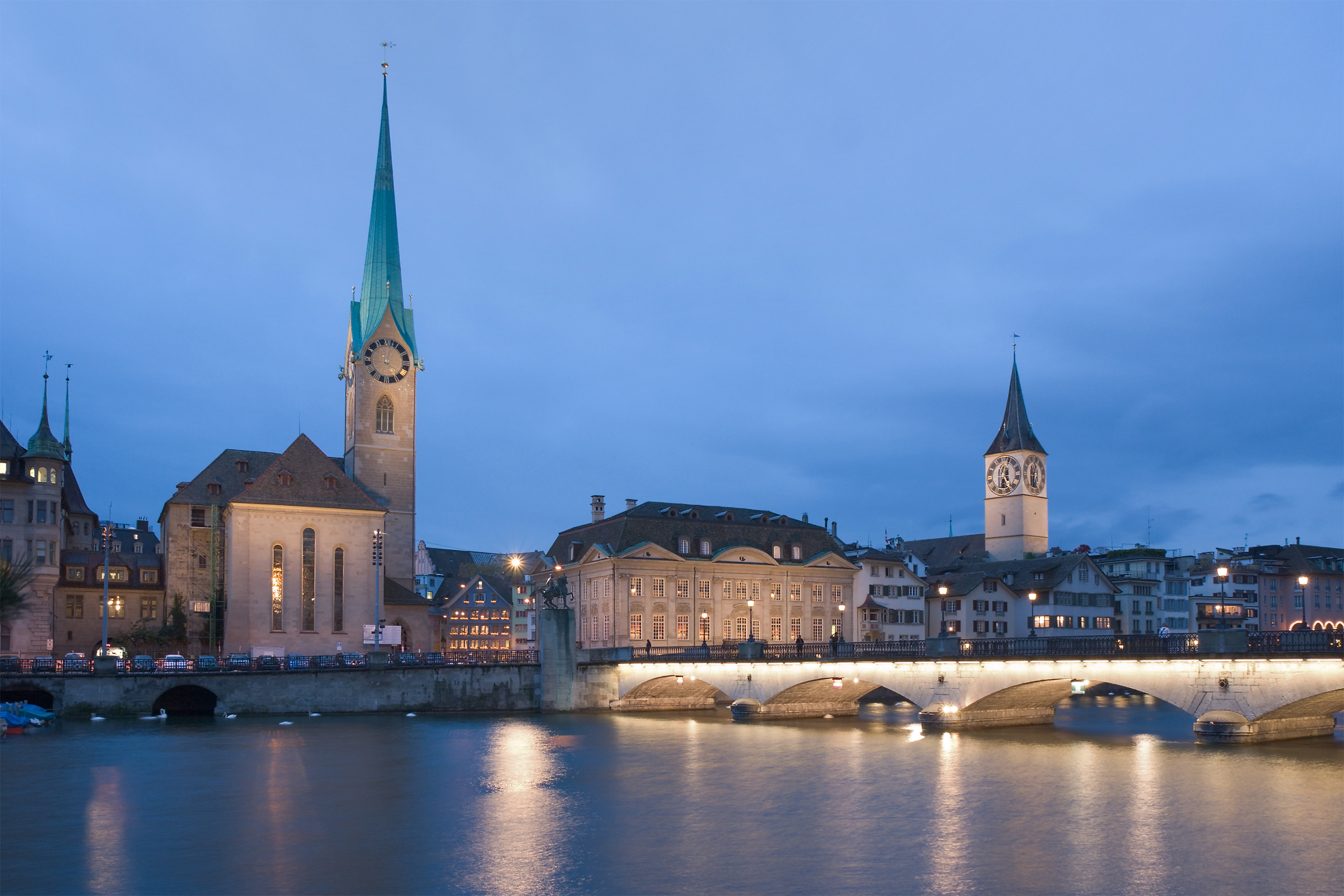
Die junge Limmat in Zürich bei der zweiten Brücke
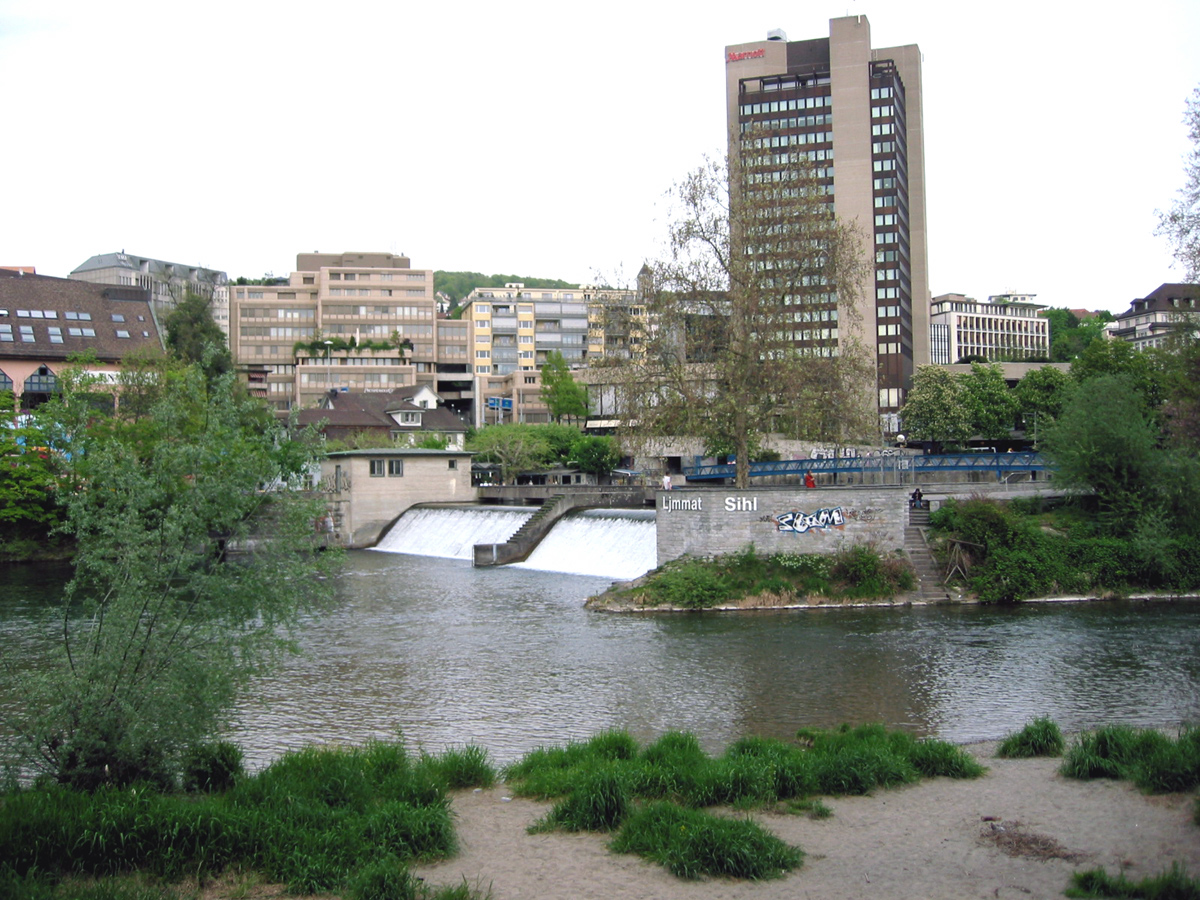
Zusammenfluss mit der Sihl in Zürich
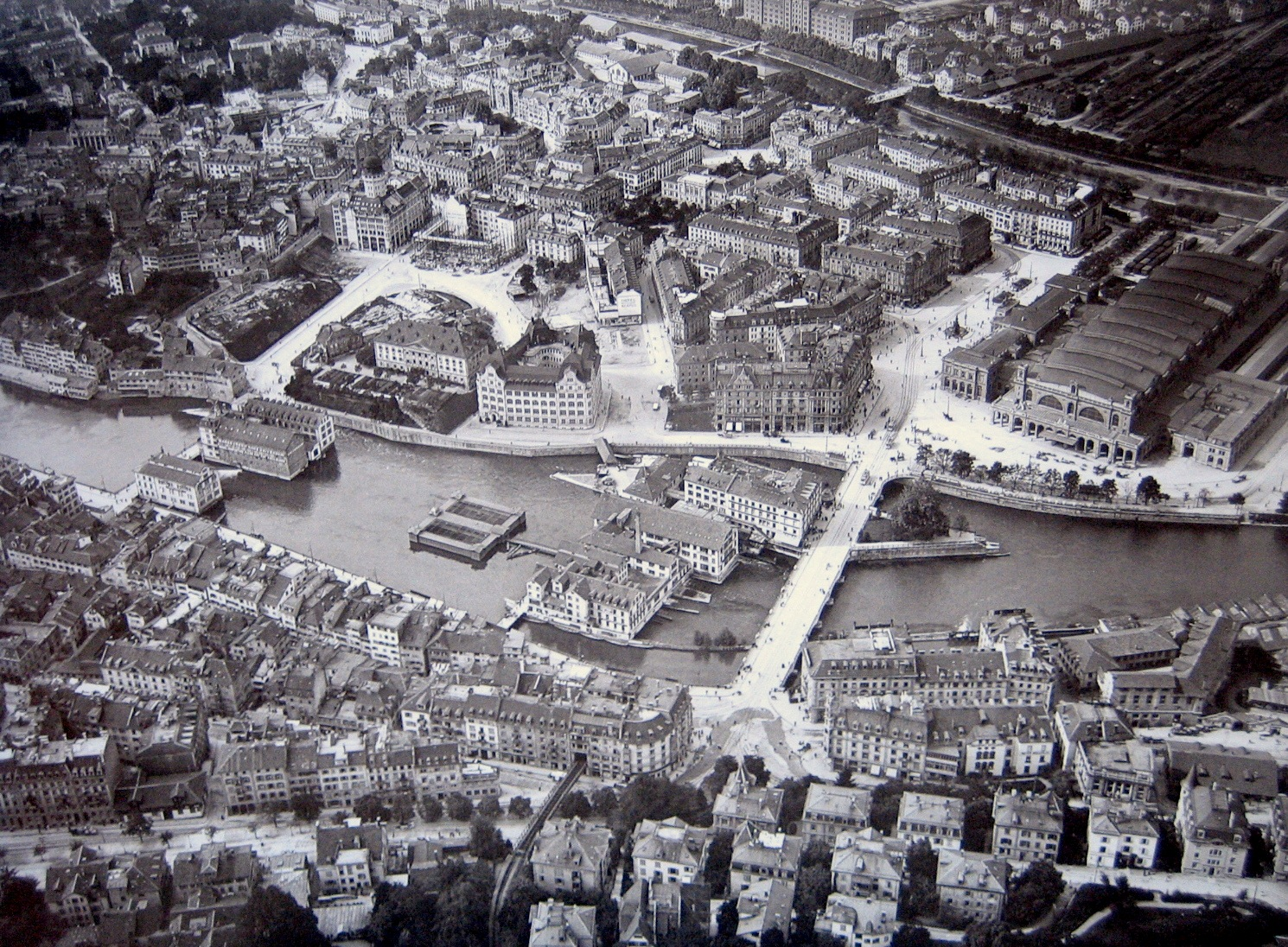
Limmatraum in Zürich um 1910 mit oberem und unterem Mühlesteg und der Frauenbadeanstalt mitten im Fluss
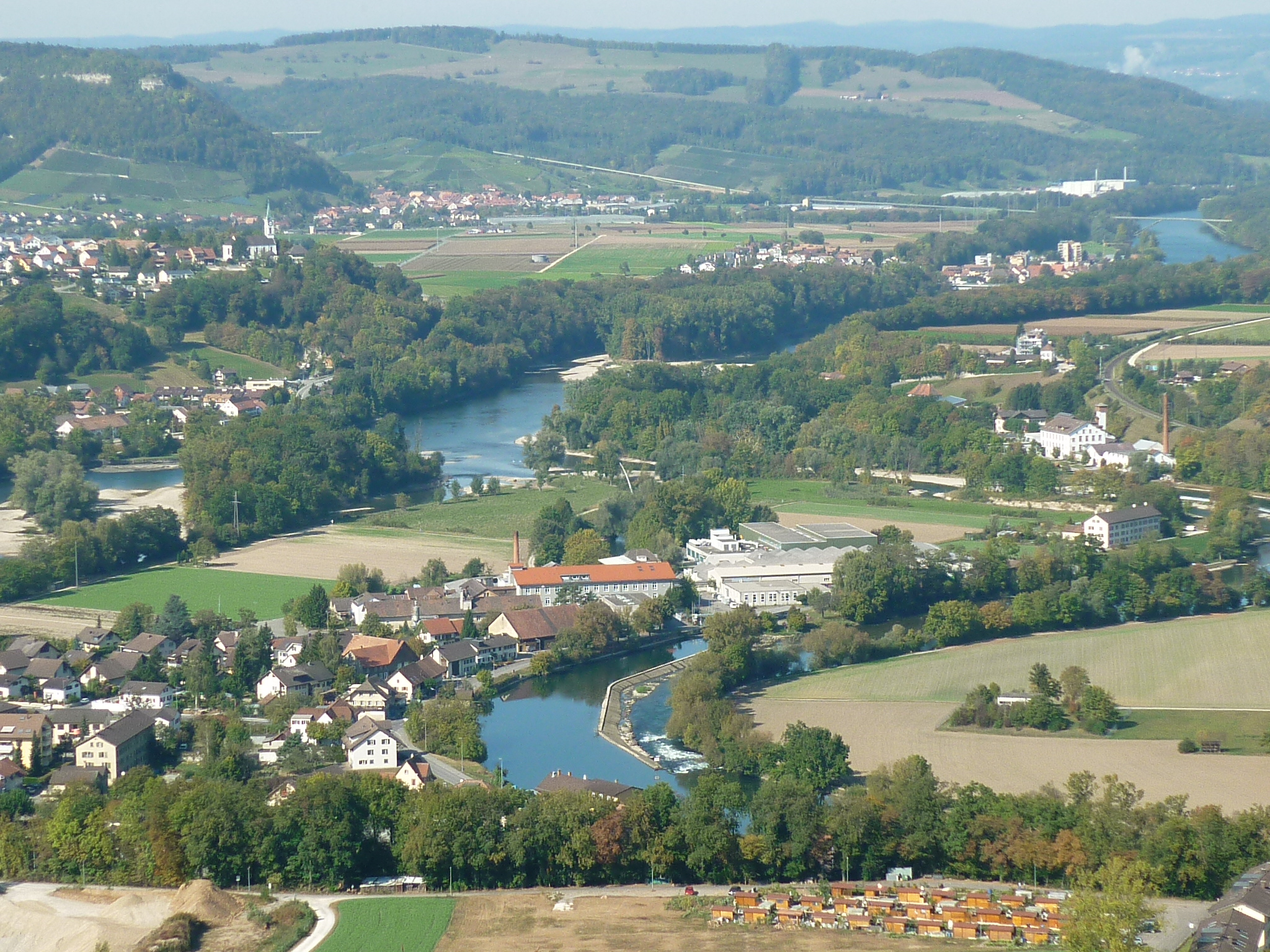
Zusammenfluss von Aare (links) und Limmat (rechts)
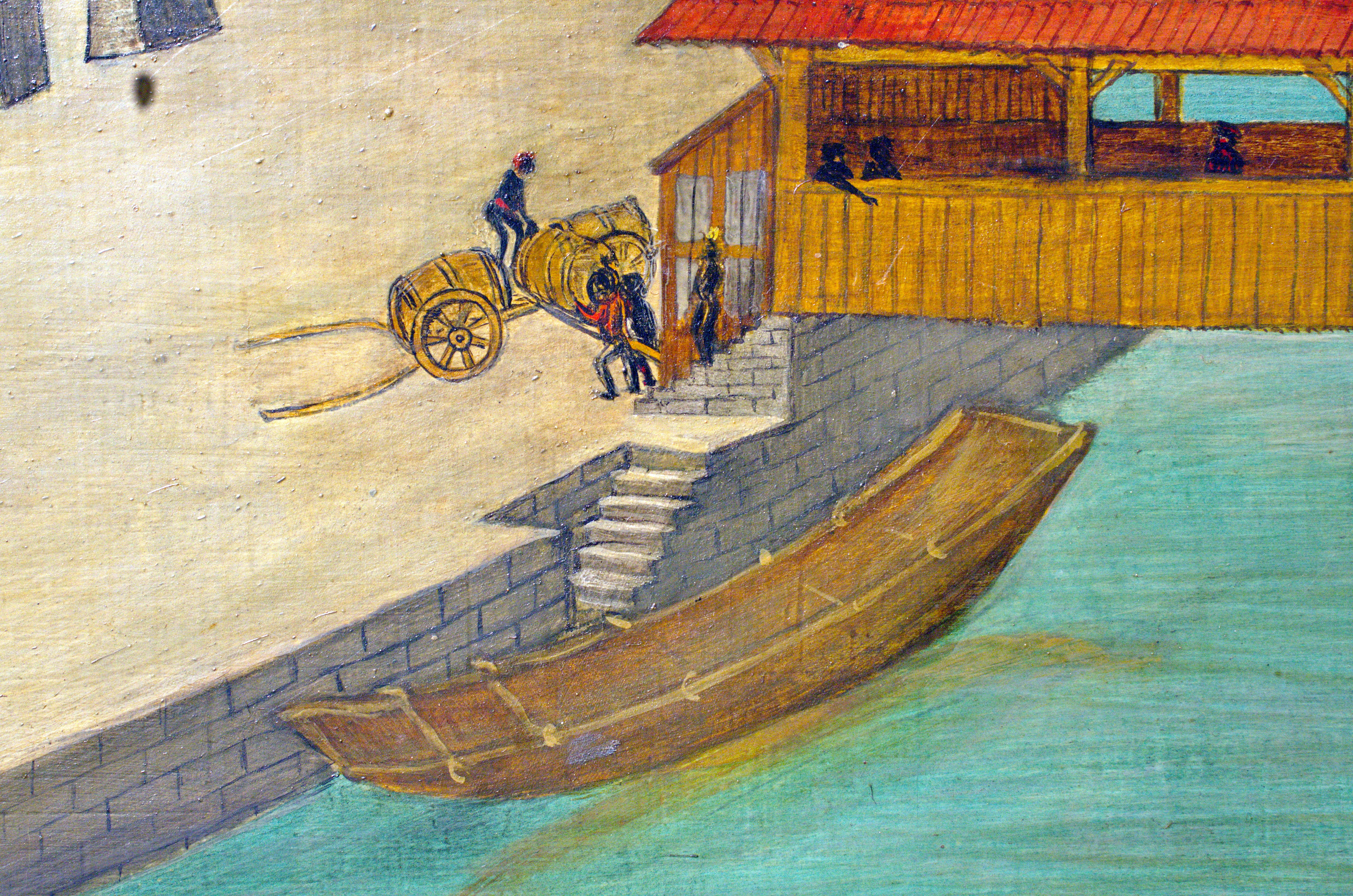
Ein Weidling auf der Limmat (Hans Leu der Ältere, um 1500)

### Zuflüsse
Die grössten Zuflüsse sind die Sihl, die Reppisch und der Furtbach.
Im Kanton Zürich (ausserhalb der Stadt Zürich) entwässern neun Bachsysteme in die Limmat.

| Name                  | GKZ      | Lage   | Länge in km | EZG in km² | MQ in m³/s | Mündung Koordinaten                                    | Mündungshöhe in m | Bemerkungen                                                                                                  |
| --------------------- | -------- | ------ | ----------- | ---------- | ---------- | ------------------------------------------------------ | ----------------- | --- |
| Sihl                  | CH000577 | links0 | 069,0000    | 0344,260   | 0006,800   | beim Platzspitz, Zürich-Industriequartier              | 40200000          | Grösster Nebenfluss der Limmat                                                                               |
| Wolfgrimmbach         | ZH294011 | rechts | 001,6000    |            |            | nach der Wipkingerbrücke, Zürich-Wipkingen             | 40000000          | Alternativname: Waidbach Entwässert den Waldweiher auf dem Käferberg Bach ist im unteren Abschnitt eingedolt |
| Oerisbach             |          | rechts | 000,8000    |            |            | nach dem Ampèresteg, Zürich-Wipkingen                  | 39900000          | Alternativname: Ehrisbach Bach ist unterhalb des Waidspitals eingedolt                                       |
| Mühlehaldenbach       |          | rechts | 001,0000    |            |            | nach der Europabrücke, Zürich-Höngg                    | 39700000          | Bach ist grösstenteils eingedolt                                                                             |
| Döltschibach          | ZH101821 | links0 | 006,5000    |            |            | beim Hönggerwehr, Zürich-Altstetten                    | 39500000          | Entspringt dem Uetliberg Bach ist im unteren Abschnitt eingedolt                                             |
| Bombach               | ZH101829 | rechts | 001,6000    |            |            | nach der Werdinsel, Zürich-Höngg                       | 39400000          | |
| Bahngraben            | ZH101825 | links0 | 006,3000    |            |            | bei der Autobahnbrücke A1H, Zürich-Altstetten          | 39200000          | Alternativname: Albisrieder Dorfbach Bach ist im unteren Abschnitt eingedolt                                 |
| Dorfbach              | ZH101746 | rechts | 001,9000    |            |            | nach dem Gasibrüggli, Oberengstringen                  | 39100000          | Oberlaufname: Fürtlibach Bach ist im unteren Abschnitt eingedolt                                             |
| Rietbach              | ZH101743 | links0 | 003,8000    |            |            | bei Meuchwis, Schlieren                                | 38700000          | Alternativname: Mühlibach Bach ist in Schlieren eingedolt                                                    |
| Müligiessen           | CH003568 | rechts | 002,4000    |            |            | bei Glanzenberg, Dietikon                              | 38600000          | Alternativname: Werd Bach Abfluss aus der Limmat Bach passiert das Kloster Fahr                              |
| Schäflibach           | CH002816 | links0 | 006,3000    | 0010,020   | 0000,200   | bei Allmend Glanzenberg, Dietikon                      | 38600000          | Oberlaufnamen: Chräbsbach und Stockacherbach                                                                 |
| Chöpflibach           |          | rechts | 000,4000    |            |            | bei Fahrweid, Unterengstringen                         | 38500000          | |
| Länggenbach           | ZH101749 | rechts | 004,0000    | 0006,030   |            | bei Fahrweid, Geroldswil                               | 38100000          | |
| Reppisch              | CH000678 | links0 | 025,9000    | 0069,100   | 0001,200   | bei Dietikon                                           | 38100000          | Oberlaufname: Chrebsbach Mündet in den Kraftwerkkanal Zweitgrösster Nebenfluss der Limmat                    |
| Binzerlibach          | ZH101750 | rechts | 002,1000    |            |            | beim Binzeliweiher, Geroldswil                         | 38100000          | Bach ist grösstenteils eingedolt                                                                             |
| Teischlibach          | CH012156 | links0 | 003,5000    |            |            | bei Werd, Dietikon                                     | 38100000          | Bach ist grösstenteils eingedolt                                                                             |
| Chräbsenbach          | ZH101751 | rechts | 002,1000    | 0001,250   |            | bei Oetwil an der Limmat                               | 38100000          | Alternativname: Dorfbach Bach ist teilweise eingedolt                                                        |
| Lerzenbach            | ZH100407 | links0 | 000,9000    |            |            | bei Fahr, Dietikon                                     | 38100000          | |
| Bickbach              | ZH101752 | rechts | 001,3000    |            |            | bei der Limmatbrücke Mutschellenstrasse, Oetwil        | 38100000          | Bach ist grösstenteils eingedolt                                                                             |
| Dorfbach Spreitenbach | CH002811 | links0 | 004,6000    |            |            | nach der Limmatbrücke Mutschellenstrasse, Spreitenbach | 38000000          | Alternativname: Dorfbach Bach ist beim Rangierbahnhof Limmattal eingedolt                                    |
| Hinterbergenbach      | AG570775 | links0 | 002,0000    |            |            | beim Bahnhof Killwangen-Spreitenbach, Killwangen       | 38000000          | Bach ist teilweise eingedolt                                                                                 |
| Dorfbach Killwangen   | CH013202 | links0 | 001,7000    |            |            | bei Mühlehalde, Killwangen                             | 38000000          | Bach ist im unteren Abschnitt eingedolt                                                                      |
| Furtbach              | CH002090 | rechts | 011,3000    | 0045,890   | 0000,910   | bei Nashütte, Würenlos                                 | 38000000          | Drittgrösster Nebenfluss der Limmat                                                                          |
| Grenzbach             | AG570773 | links0 | 001,4000    |            |            | zwischen Killwangen und Neuenhof                       | 38000000          | Bach ist im unteren Abschnitt eingedolt                                                                      |
| Nacketalbach          | AG570772 | links0 | 001,4000    |            |            | bei Langacher, Neuenhof                                | 38000000          | Bach ist im unteren Abschnitt eingedolt                                                                      |
| Dorfbach              | AG570771 | links0 | 001,7000    |            |            | bei Posthorn, Neuenhof                                 | 38000000          | Bach ist grösstenteils eingedolt                                                                             |
| Lugibach              | AG570768 | rechts | 002,4000    |            |            | bei Tägi, Wettingen                                    | 38000000          | |
| Papperichbächli       | AG570765 | links0 | 001,0000    |            |            | bei Untere Papperich, Neuenhof                         | 36300000          | Bach ist im unteren Abschnitt eingedolt                                                                      |
| Lanzle                | AG570764 | links0 | 000,5000    |            |            | bei Klosterrüti, Neuenhof                              | 36200000          | Bach ist im unteren Abschnitt eingedolt                                                                      |
| Krummbach             | AG570762 | links0 | 001,1000    |            |            | bei Webermühle, Neuenhof                               | 35800000          | Bach ist im unteren Abschnitt eingedolt                                                                      |
| Gottesgraben          | CH002810 | rechts | 005,8000    |            |            | beim Stadion, Wettingen                                | 35700000          | |
| Stadtbach             | CH013806 | links0 | 004,1000    |            |            | bei der Parkanlage der Villa Boveri, Baden             | 35200000          | Bach ist grösstenteils eingedolt                                                                             |
| Bachtelibach 1        | CH013204 | rechts | 001,7000    |            |            | nach Schiefe Brücke, Ennetbaden                        | 35200000          | Bach ist teilweise eingedolt                                                                                 |
| Müseggbach            | AG570759 | rechts | 000,5000    |            |            | beim Kraftwerk Oederlin, Rieden                        | 35000000          | Mündet in den Kraftwerkkanal Öderlin                                                                         |
| Russengraben          | AG294007 | rechts | 000,3000    |            |            | bei Alte Landstrasse, Rieden                           | 34800000          | Kanal ist im unteren Abschnitt eingedolt                                                                     |
| Niklausgraben         | AG570758 | rechts | 000,3000    |            |            | bei Breite, Nussbaumen                                 | 34400000          | Bach ist grösstenteils eingedolt                                                                             |
| Nüechtelbach          | AG570757 | rechts | 001,8000    |            |            | beim Limmatinseli Kappelerhof, Obersiggenthal          | 34400000          | Bach ist im unteren Abschnitt eingedolt                                                                      |
| Stockmattgraben       | AG570755 | links0 | 001,3000    | 0001,180   |            | beim Kappelerhof, Baden                                | 34200000          | Bach ist im unteren Abschnitt eingedolt                                                                      |
| Oberer Rauschenbach   | AG570754 | links0 | 001,1000    |            |            | bei Ruschebach, Baden                                  | 34100000          | |
| Unterer Rauschenbach  | AG570752 | links0 | 000,9000    |            |            | bei Wilerloch, Baden                                   | 34000000          | |
| Tobelbach             | AG294006 | rechts | 002,2000    |            |            | unterhalb Kirchdorf                                    | 33900000          | Bach ist grösstenteils eingedolt                                                                             |
| Plattenbächli         | AG570751 | links0 | 000,9000    |            |            | bei Sitten, Turgi                                      | 33700000          | Bach ist grösstenteils eingedolt                                                                             |
| Obersiggingerbach     | AG570746 | rechts | 002,0000    | 0002,490   |            | bei der Kraftwerkinsel Turgi, Untersiggenthal          | 33400000          | Bach ist teilweise eingedolt                                                                                 |
| Schachenbach          | AG570744 | rechts | 001,1000    | 0001,950   |            | bei Stroppel, Untersiggenthal                          | 32800000          | Mündet in den Stroppelkanal                                                                                  |
| Limmat                |          |        | 036,0000    | 2412,380   | 0101,000   | beim Limmatspitz, Gebenstorf                           | 32800000          | Mündet in die Aare                                                                                           |

Anmerkungen zur Tabelle
1. ↑  Vom Abfluss aus dem Zürichsee bis zur Mündung. Daten von Swisstopo (map.geo.admin.ch), Geoportal Kanton Zürich (geoportal.ch/ktzh) und Geoportal Kanton Aargau (ag.ch/geoportal)
2. ↑  Die Daten der Limmat zum Vergleich

## Revitalisierung
Durch das Projekt «Lebendige Limmat» soll auf einem Abschnitt zwischen Schlieren, Ober- und Unterengstringen eine Revitalisierung erfolgen. Der 3,2 Kilometer lange Abschnitt soll dabei in eine naturnahe Flusslandschaft umgebaut werden.

## Hochwasser
Das mittlere Jahreshochwasser der Limmat an der Messstelle Limmat – Baden, Limmatpromenade (2243) beträgt 365 m³/s. Die höchste jemals gemessene Jahresspitze wurde 1999 registriert und betrug 660 m³/s.
| Jährlichkeit (Jahre) | 2   | 10  | 30  | 100 | 300 |
| --- | --- | --- | --- | --- | --- |
| Abfluss (m³/s) | 354 | 469 | 536 | 605 | 665 |
| Anmerkung zu HQn: die Zahl entspricht dem Hochwasserdurchfluss (HQ = Hochwasserquantität) in m³/s, der sich – im Mittel – mit der angegebenen Jährlichkeit (n = Anzahl der Jahre) wiederholt. |     |     |     |     |     |

## Verkehr

### Schifffahrt
Bereits vor der Zeitenwende diente die Limmat als Wasserweg für den Warentransport. Nach der Eroberung durch die Römer um das Jahr 15 v. Chr. lag die Limmat im Grenzbereich der römischen Provinzen Raetia (Rätien) und Germania superior (Obergermanien). Am heutigen Weinplatz im vicus Turicum (Zürich) wurden Güter des Warenverkehrs über die Alpenroute, vom Walensee über Centum Prata (Kempraten) auf dem Zürichsee, von See- auf Flussschiffe für den Transport auf der Limmat umgeladen.
Schiffbar ist die Limmat heute nur vom Zürichsee bis zum Platzspitz und dem ersten Wehr, mit dem die Menge des Abflusses aus dem See reguliert wird. Über weite Strecken darf sie hier aber ausschliesslich von den Personenbooten der Limmatschifffahrt befahren werden. Früher diente sie indessen bis zur Mündung als öffentliche Wasserstrasse, zwischen Zürich und Baden auch für die «Badenfahrten». Vor allem Händler begannen ihre Fahrten in Biäschen – kleinen Booten – an der Linth und am Walensee und verkauften ihre Waren im Mündungsgebiet des Rheins. Legendär sind die seit dem Jahr 1456 mehrmals durchgeführten «Hirsebreifahrten» der Zürcher über Limmat, Aare und Rhein bis nach Strassburg. Seit dem Bau der Kraftwerke ist die Fahrt mit Transportschiffen nicht mehr möglich, weil der Fluss in Zürich – am Letten sowie in Höngg – Dietikon, Wettingen, Baden und Turgi zur Regulierung und Energiegewinnung durch Staudämme und Streichwehre verbaut ist. Über die Kahnrampen können nur kleine Boote die Hindernisse überqueren.
Die Limmatschifffahrt ist heute Teil des öffentlichen Personennahverkehrs der Stadt Zürich. Limmatschiffe verkehren von April bis Oktober im oberen Teil der Limmat und dem Seebecken. Die Stationen der Limmatschiffe sind flussaufwärts gesehen: Landesmuseum beim Hauptbahnhof, Limmatquai, Storchen sowie Bürkliplatz im See. Die Strecke führt mitten durch die Altstadt unter sechs Brücken und einem Steg hindurch. Die Limmatlinien gehören zum Tarifverbund des Zürcher Verkehrsverbunds.

#### Schiffländen
Orte mit Schifflände der Personenschifffahrt:
| Name                      | Ufer   | Lage                                                       | Zwischen den Brücken               | ⊙                                          | Bild |
| ------------------------- | ------ | ---------------------------------------------------------- | ---------------------------------- | ------------------------------------------ | ---- |
| Zürich Storchen           | links  | beim Hotel Storchen, Storchengasse 16                      | Münsterbrücke – Rathausbrücke      | !547.3710405508.5420245 47.37104 8.542024  | 2011 |
| Zürich Limmatquai         | rechts | beim Limmatquai 74/76                                      | Rathausbrücke – Rudolf-Brun-Brücke | !547.3730505508.5426405 47.37305 8.54264   | 2010 |
| Zürich Landesmuseum (See) | links  | Platzspitz beim Landesmuseum / Hauptbahnhof, Museumstrasse | Walchebrücke – Drahtschmidlisteg   | !547.3790645508.5416435 47.379064 8.541643 | 2010 |

### Brücken

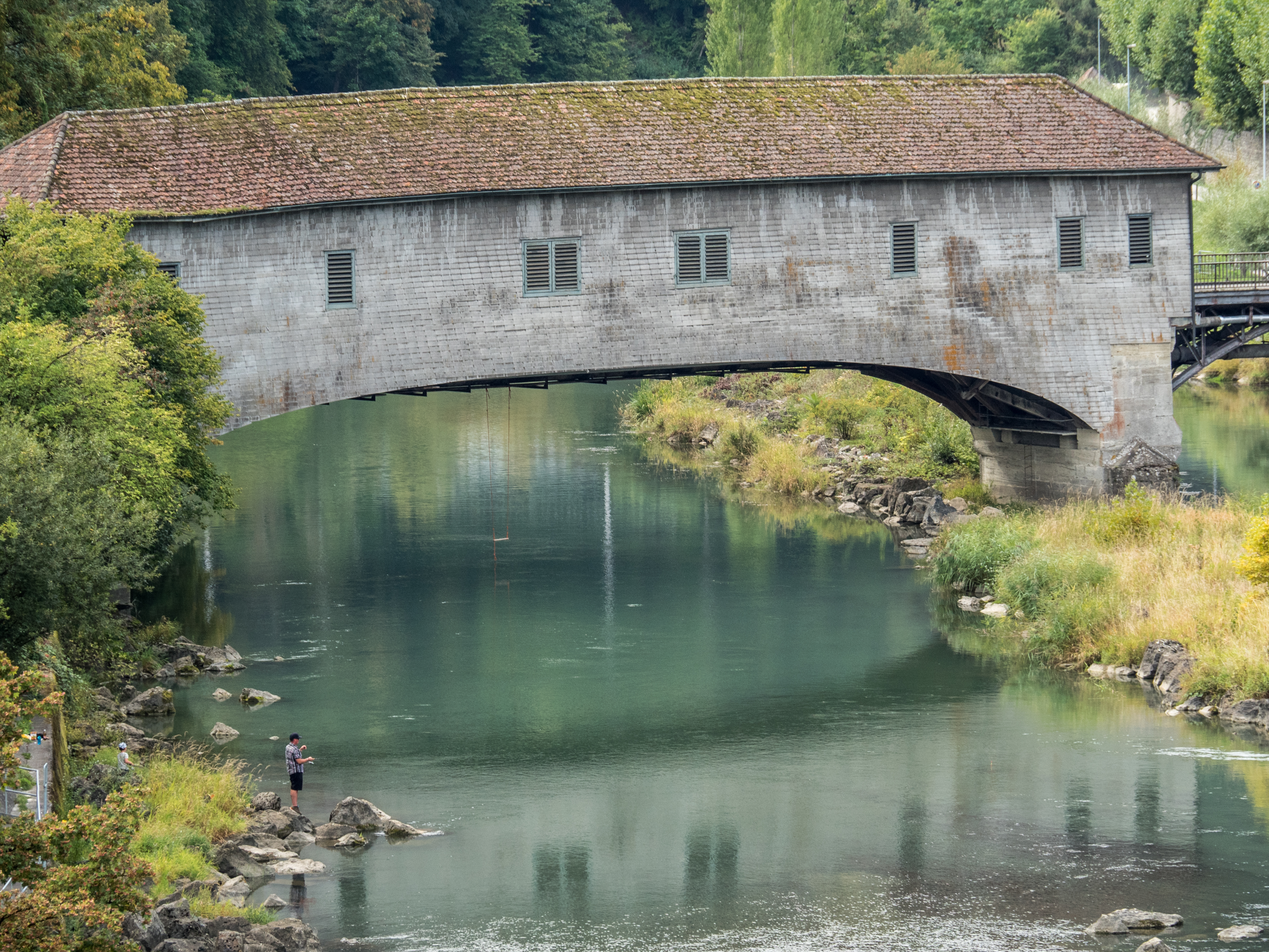
Gedeckte Holzbrücke über die Limmat, Wettingen AG – Neuenhof AG

Vom Zürichsee bis zur Aare wird die Limmat von über 80 Brücken überquert. Die heute vorhandenen Bauwerke stammen aus dem 19. und dem 20. Jahrhundert und zählen teilweise zu den bedeutenden technikgeschichtlichen Monumenten der Region. Die ältesten noch bestehenden Flussbrücken sind die Holzbrücke von Baden beim Landvogteischloss und die Holzbrücke Wettingen-Neuenhof, die als Ersatzbauten für die in den Koalitionskriegen zerstörten älteren Übergänge entstanden. Die ältesten bestehenden Limmatbrücken in Zürich sind die Münsterbrücke, der Lettenviadukt und der Aussersihler Viadukt aus dem 19. Jahrhundert. 1859 wurde die Limmatbrücke der NOB-Linie von Turgi nach Koblenz in Betrieb genommen.

## Freizeit und Erholung

### Bootsfahrt
In Zürich befinden sich an der Limmat Bootsstandplätze, die von der Zürcher Hafenverwaltung bewirtschaftet werden. Auf dem Abschnitt Münsterbrücke bis Lettenwehr besteht für private Boote ein Fahrverbot.
Der Abschnitt Zürich–Dietikon wird in den Sommermonaten oft von Schlauchbooten befahren; ein beliebter Einstiegsort ist die Treppenanlage des Wipkingerparks. Die Wehranlage Höngg ist unfahrbar und muss umtragen werden. Linksufrig sind Ausstiegsmöglichkeiten signalisiert.

### Schwimmen
Das Baden in der Limmat ist auf Stadtgebiet Zürich von der Quaibrücke bis zum Lettenkanal verboten.
Es stehen vier öffentliche städtische Badeanlagen zur Verfügung: das Frauenbad am Stadthausquai wenig unterhalb der Quaibrücke, die Flussbäder Oberer und Unterer Letten am Lettenkanal sowie das Freibad Au-Höngg auf der Werdinsel mit Bademöglichkeit im Limmatkanal.
Seit 1945 findet in der Innenstadt von Zürich das Limmatschwimmen als jährliche Breitensportveranstaltung statt. Die zwei Kilometer lange Schwimmstrecke beginnt beim Frauenbad und endet im Flussbad Oberer Letten.
Die zehn Meter hohe Kornhausbrücke beim Letten wird für Klippenspringen genutzt.

### Wanderwege
Vom Hauptbahnhof Zürich bis zur Brücke bei Stilli unterhalb der Mündung in die Aare folgen markierte Wanderwege dem Fluss, meistens unmittelbar am Limmatufer (Wanderzeit: etwa 9,5 Stunden). Von Höngg bis Schönenwerd sind die Uferwege zudem als «barrierefreie Wege» angelegt. Im Raum Wettingen-Baden decken sich die offiziellen Wanderwege mit dem Kulturweg, unterhalb von Baden mit dem Industriekulturpfad Limmat–Wasserschloss, der Informationen zu historischen Anlagen der Wasserbautechnik und zu andern technikgeschichtlichen Objekten in der Nähe des Flusses vermittelt. Bei Untersiggenthal weist die Limmatschlucht so steile Uferpartien auf, dass der Wanderweg auf die Schotterterrasse ausweichen muss; ausserdem führt er dort um das Fabrikgelände bei der «Schiffmühle» herum.

## Militärgeschichte
Über Jahrhunderte überquerten neben einigen Fähren (etwa beim Kloster Fahr, Oetwil und unterhalb des Klosters Wettingen) lediglich die zwei Brücken in Zürich und in Baden den Fluss, der deshalb als Verkehrshindernis eine grosse militärische Bedeutung hatte.
Der Lauf der Limmat prägte deshalb mehrere historische Ereignisse: In der Zeit der Regensberger Fehde zerstörte Zürich die von den Freiherren von Regensberg am Flussufer errichtete Stadt Glanzenberg. Bei der Eroberung der habsburgischen Stadt Baden durch die Eidgenossen von 1415 und der Belagerung Badens im Zweiten Villmergerkrieg 1712 erschwerte die Lage am Fluss die Aktionen der Angreifer. In der Ersten Schlacht von Zürich trennte die Limmat die gegnerischen Armeen, und in der Zweiten Schlacht um Zürich bildete die überraschende Überquerung des Flusses durch die französische Armee mit Booten und auf einer Pontonbrücke eine für den Kriegsverlauf entscheidende taktische Massnahme.
Im Zweiten Weltkrieg schliesslich errichtete die Schweizer Armee von Zürich bis Turgi die so genannte Limmatstellung, von deren Befestigungen noch heute einige Relikte vorhanden sind.

## Namengebungen
- Limmat war der Name der ersten Lokomotive in der Schweiz. Sie verkehrte ab 1847 für die Schweizerische Nordbahn/Spanisch-Brötli-Bahn zwischen Zürich und Baden.
- Limmat ist der Name eines grossen Motorschiffes der Zürichseeflotte.
- Eine Kolumne mit Beiträgen aus Zürich in der Satirezeitschrift Nebelspalter hiess Limmatspritzer.
- Der Zürcher Limmat Verlag entstand 1975.